# Colbac
El colbac és un morrió de pell amb cua o bossa penjant a una banda (reminiscència de la cucurulla d'extrem superior flàccid). Correspon al kucsma (o prémes csákó) hongarès, tot i que el nom usat en català prové --mitjançant el francès-- del turc osmanlí kalpak, que designa, més genèricament, el morrió de pell. La majoria de llengües romàniques designen aquesta lligadura amb mots de la mateixa etimologia: colbac o colback en espanyol, colback en francès, colbacco en italià, colbaque en portuguès; és també el cas de l'alemany Kalpak (pres de l'hongarès kalpag 'morrió'). En canvi, en romanès rep el nom (ben descriptiu) de căciulă de husar, i en anglès el de busby, pres d'un cognom, segons sembla.

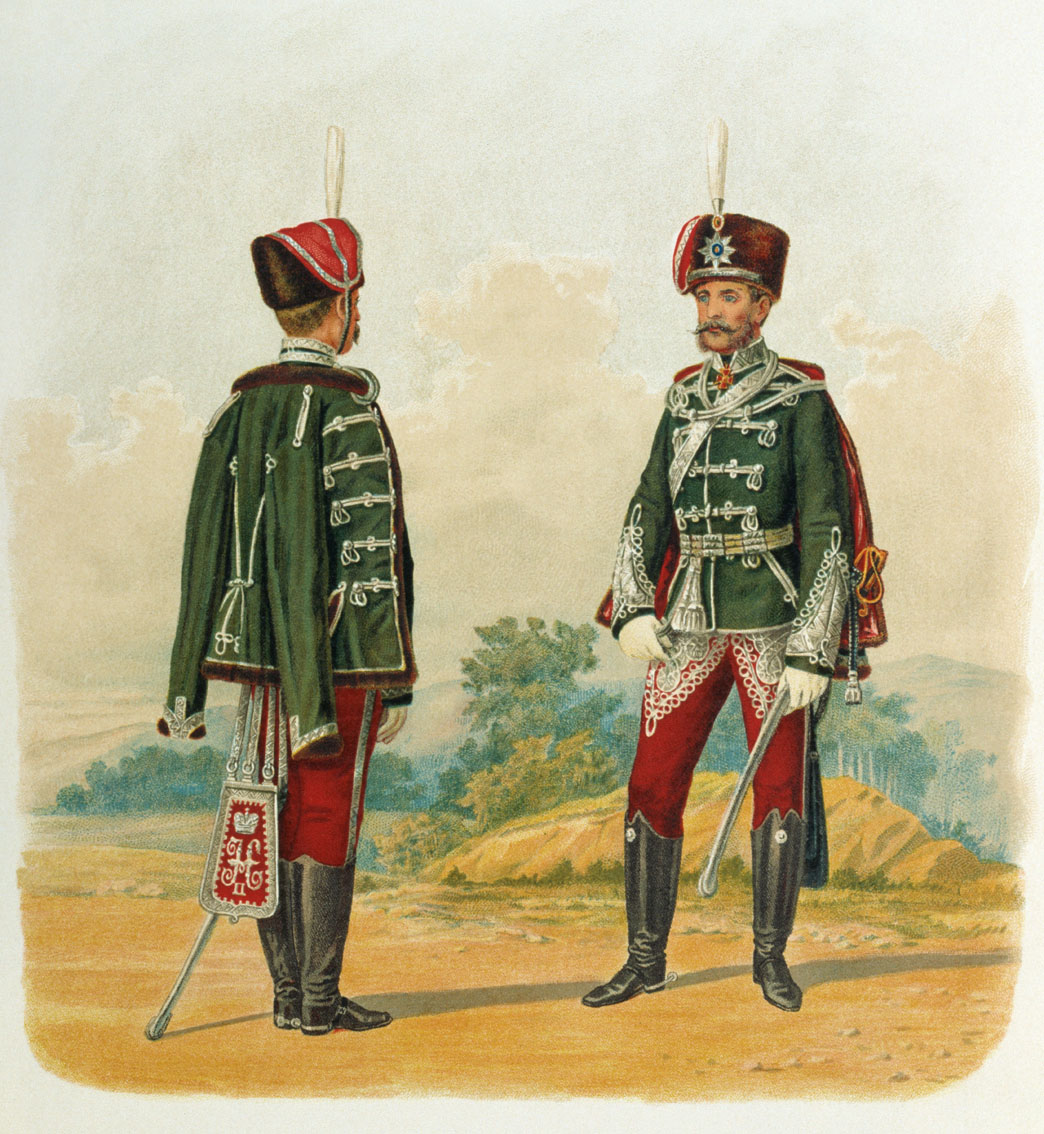
Hússars de la Guàrdia de Hrodna (1895) amb colbac

Sorgit, en la forma clàssica, en el segle xviii, el colbac fou la lligadura característica dels hússars, juntament amb el morrió de feltre (el mirliton del francès), el qual també era usat amb cua lateral, sovint, amb la qual cosa esdevenia una mena de colbac. El colbac pròpiament dit, de pell, esdevingué exclusiu cap al 1800, probablement per la major vistositat. En el període napoleònic hi hagué tendència a imposar als hússars el xacó general de l'exèrcit, però el colbac retornà tot seguit.
Des d'inicis del segle xix el colbac fou adoptat, a més a més, per altres tropes, sobretot de cavalleria i de la guàrdia, al si de nombrosos exèrcits.
Durant la segona meitat del segle xix, el colbac tendí a disminuir d'alçada fins a esdevenir un casquet de pell amb bossa lateral; per exemple, això es donà en la cavalleria romanesa i en certes unitats britàniques. Generalment conservà el nom tradicional de colbac (per exemple, Pelzmütze a Alemanya); però a Àustria aquesta nova versió rebé el nom de Kutsma, calc de la denominació hongaresa, kucsma.
Desaparegut dels camps de batalla arran de la Primera Guerra Mundial, avui el colbac s'usa en l'uniforme de gala de determinades unitats de la guàrdia.